# Ібрагім III Кучук
Ібрагім III Кучук (араб. إبراهيم الثالث; д/н — 1748) — 15-й дей Алжиру в 1745—1748 роках. Низка дослідників рахує його як Ібрагіма IV.

## Життєпис
Був дефтердаром за правління стрийка — дея Ібрагіма II. Останній домігся, що Ібрагіма Кучука було погоджено обрати після своєї смерті, що й сталося 1745 року.
Продовжив політику попередника, зберігши вплив на Туніс, який підтвердив залежність та сплатив домовлені 50 тис. піастрів. Згодом було укладено мирний договір з Данією, яка погодилася сплачувати щорічну данину в обмін на припинення нападів на її судна.
Водночас значну увагу приділяв внутрішній політиці, оскільки стикнувся з декількома повстаннями серед арабів і берберів, зокрема потужне у 1747 році. Також були складні стосунки з раїсами піратів та яничарами. Помер за невідомих обставин 1748 року. Новим деєм було обрано ходжет аль-хіла Мухаммада ібн Бакра.